# ال بیرثو
ال بیرثو (به اسپانیایی: El Bierzo) شهرستانی در اسپانیا است که در استان لئون، اسپانیا واقع شده‌است. ال بیرثو ۲٬۸۲۸ کیلومتر مربع مساحت و ۱۳۴٬۷۲۹ نفر جمعیت دارد.